# Lužany u Přeštic
Lužany (deutsch Luschan) ist eine Gemeinde mit 651 Einwohnern in Tschechien. Sie liegt vier Kilometer südwestlich von Přeštice an der Úhlava und gehört zum Okres Plzeň-jih. Die Katasterfläche beträgt 944 ha.

## Geographie
Lužany befindet sich auf 358 m ü. M. im Úhlavatal linksseitig des Flusses. Durch den Ort führt die Eisenbahn von Pilsen nach Klatovy sowie die Europastraße 53/Staatsstraße 27 zwischen Přeštice und Švihov. Südlich des Dorfes liegt der Lužanský rybník. Im Südwesten erhebt sich jenseits des Flusses der Hora (500 m).
Nachbarorte sind Skočice, Přeštice und Příchovice im Norden, Radkovice, Zelená Hora und Zelené im Osten, Nezdice und Borovy im Süden sowie Mstice und Dlouhá Louka im Südwesten.

## Geschichte
Der Ort Lužany wurde 1175 erstmals urkundlich erwähnt. Im Jahre 1245 wurde Imram z Lužan Besitzer des Ortes, dessen Nachkommen bis ins 14. Jahrhundert die Herrschaft innehatten. Jedoch zerfiel der Besitz durch Erbteilungen. Nach einigen Besitzerwechseln gelangte Lužany im 15. Jahrhundert an die Příchovice auf Skočice, die die Feste 1583 zum Renaissanceschloss umbauen ließen. Ab 1603 gehörte Lužany zu Skočice. Zu Zeiten der berní rula gehörte das Dorf größtenteils dem kaiserlichen Rat und Hauptmann des Pilsener Kreises Karel František Příchovský; die Herrschaft Roupov hielt einen kleinen Anteil. Johann Wilhelm Příchovský verkaufte die Gutsherrschaft 1721 an seinen Schwager Klink von Engelfluß. Im Laufe des 18. und 19. Jahrhunderts wechselten häufig die Grundherren, zu denen die Trautmannsdorff, Kinský, Pentenrieder von Adelshausen und Vršovec gehörten. Im Dorf entstand eine jüdische Gemeinde. 1808 erwarb Friedrich Karl Graf von Schönborn Luschan und vereinigte es mit Dolní Lukavice. 1809 wurde die ärarische Straße von Pilsen nach Klattau gebaut. Die Choleraepidemie von 1831 forderte in Luschan 31 Menschenleben. Zum 1848 geschaffenen Allodialgut Lužany zählten die Dörfer Skočice, Dlouhá Louka, Zelená Hora, Zelené, sowie Teile von Vlčí und Nová Ves. In der Mitte des 19. Jahrhunderts bestanden in Luschan eine Melassenfabrik, eine Branntweinbrennerei, eine Mühle und eine Brauerei. 1850 erwarb die Gräfin Kinský für 300.000 Gulden den Grundbesitz. Mit der Ablösung des Patrimonialherrschaften wurde Luschan im selben Jahr zur eigenständigen Gemeinde.
1867 kaufte Josef Hlávka das Schloss vom Prager Fabrikanten Franz von Ringhoffer und baute es zwischen 1886 und 1888 im Neorenaissancestil um. Am 14. November 1877 fuhr der erste Zug von Markt Eisenstein nach Pilsen und das Dorf erhielt die Bahnstation Luschan in Böhmen. 1889 lebten in Luschan 564 Menschen, Langwiesen hatte 193 Einwohner, in Grün waren es 178 und in Grünberg 32. Am 16. Mai 1889 wurde Luschan von einem schweren Hochwasser betroffen, bei dem in der Umgebung insgesamt 50 Menschen ertranken. 1890 erfolgte die Stilllegung der herrschaftlichen Zuckerfabrik. 1912 wurde eine Schnapsbrennerei gegründet. Ende des 19. Jahrhunderts erlosch die jüdische Gemeinde und die Synagoge wurde 1946 abgerissen.
Besitzer des Schlosses ist die 1905 gegründete Hlávka-Stiftung.

## Gemeindegliederung
Zur Gemeinde Lužany gehören die Ortsteile Dlouhá Louka (Langwiesen), Zelená Hora (Grünberg) und Zelené (Grün).

## Sehenswürdigkeiten
- Schloss Lužany
- Kapelle